# 荻窪ラーメン

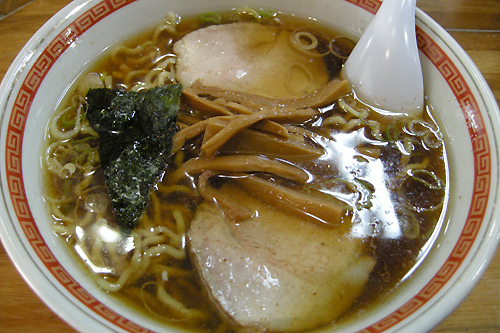
荻窪ラーメン

荻窪ラーメン（おぎくぼラーメン）は、東京ラーメンの一種で、JR中央線荻窪駅周辺のラーメン店で提供されているラーメンである。

## 特徴
蕎麦屋からの転業が多かったため、スープは、鰹節や煮干しといった魚介系スープが基本の和風で、濃口醤油を使用した濃い色が特徴である。鶏ガラや豚骨といった動物系スープを合わせる店もある。麺は、中細麺を使う店が多い。

## 歴史

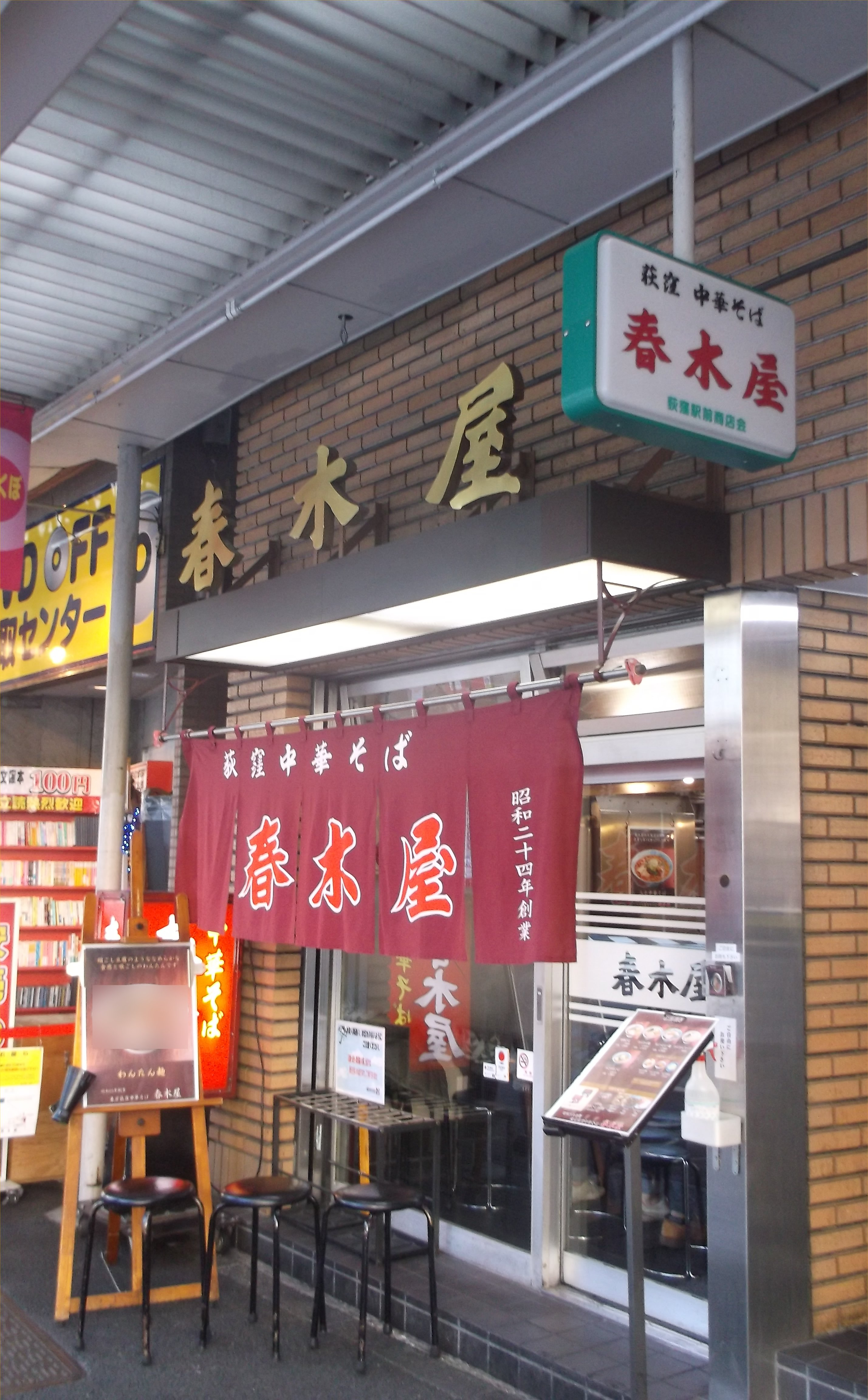
春木屋。荻窪ラーメンの代表的な店のひとつ。

戦後、荻窪駅北口には闇市ができ、駅近くに数軒のラーメン屋が並んだ。後にこれらの店は青梅街道沿いに店舗を出すようになっていく。
荻窪を中心とする中央線沿線には、昭和初期から作家文人が多く住み、彼らのいきつけの店などがたびたび随筆に書かれて知られていた。これらのラーメン店にも文化人のファンが多く、すでに1960-70年代には「春木屋」が映画監督の山本嘉次郎のグルメ本で紹介される等、荻窪ラーメンは比較的早くから一部では有名な存在であった。1985年に公開された伊丹十三監督の映画「タンポポ」は、当地の「佐久信」をモデルに制作された（当該店は荻窪駅北口駅前整備工事に伴い閉店し、現存しない）。
荻窪ラーメンが全国的に知られるようになったのは、バブル期のグルメブームの裾野に巻き起こった全国的なラーメンブームで、テレビや雑誌等のメディアを通じてたびたび紹介されたことが大きい。
1987年に、東洋水産（マルちゃん）が「荻窪ラーメン」という商品を発売し、CMに吉幾三を起用して宣伝したことも、荻窪ラーメンの全国的な知名度向上につながった。また、カネボウフーズも、ラーメン食べある記「荻窪ラーメン」を発売していた。
なお、荻窪駅以外でも、西荻窪駅、阿佐ケ谷駅、高円寺駅等の荻窪駅付近の中央線沿線駅には、古くから醤油ラーメンを出す店が多く見られる。

## 荻窪ラーメンの派生系
中太麺をドンブリに盛るという、ラーメンのつけ麺のスタイルを確立したのは「東池袋大勝軒」の主人山岸一雄である。
この店のルーツを辿っていくと、荻窪駅南口にある1948年創業の「丸長」というラーメン屋になる。この「丸長」から「丸信」、「栄龍軒」、「大勝軒」などがのれん分けされ、大勝軒は中野や代々木上原などから更に派生していく。そういった店が「丸長」をトップに「丸長のれん会」を結成する。なお、「丸長」の「長」は長野県から取られており、もともとは日本蕎麦の店である。